# Bountiful Islands
Bountiful Islands är öar i Australien. De ligger i delstaten Queensland, omkring 1 800 kilometer nordväst om delstatshuvudstaden Brisbane.